# Knoet de Grote
Knoet (of Kanoet) II de Grote (Deens: Knud den Store, Engels: Canute the Great, Noors: Knut den Store) (?, 994/995 - Shaftesbury, 12 november 1035) was koning van Engeland, Denemarken en Noorwegen en gouverneur van Sleeswijk en Pommeren.

## Afkomst en familie
Knoet was een zoon van de Deense prins Sven Gaffelbaard en Gunhilda, een dochter van Mieszko I van Polen en Dubravka van Bohemen; zijn vader was de zoon en erfgenaam van koning Harald Blauwtand uit een lijn van Scandinavische heersers, die een centrale rol speelden bij de eenwording van Denemarken Hardeknoet I van Denemarken was aan het begin van de 10e eeuw de semi-legendarische stichter van het Deense koninklijk huis; zijn zoon, Gorm de Oude was de eerste in de officiële lijn (het predicaat 'Oude' is hier een verwijzing naar). Harald Blauwtand, Gorms zoon en Knoets grootvader, was de Deense koning op het moment van de kerstening van Denemarken. Hij was de eerste Scandinavische koning die het christendom aanvaardde. Knoets grootvader Harald I "Blauwtand" stierf toen Knoet twee jaar oud was; Knoets vader Sven Gaffelbaard werd toen koning.
Hij zou ook bij de Vikingen van Jomsburg hebben gehoord, een Vikingfort in Pommeren aan de Oostzee. Of Jomsburg werkelijk heeft bestaan is niet zeker.
De exacte identiteit van Knoets moeder is niet met zekerheid bekend. Het is echter waarschijnlijk dat zij een Slavische prinses was, de dochter van Mieszko I van Polen (dit is in overeenstemming met de monnik van Sint Omaars zijn Encomium Emmae en Thietmar van Merseburgs contemporaine Chronicon. Noordse bronnen uit de hoge middeleeuwen, in het bijzonder Snorri Sturlusons Heimskringla, geven echter de Poolse prinses ook als Knoets moeder, die zij Gunhild en een dochter van Burislav, de koning van Vindland noemen Aangezien in de Noordse sagen de koning van Vindland altijd Burislav wordt genoemd is dit verenigbaar met de veronderstelling dat haar vader, Mieszko was en niet diens zoon Bolesław).
Adam van Bremen is in zijn Gesta Hammaburgensis ecclesiae Pontificum de enige die Knoets moeder (voor wie hij overigens geen naam geeft) gelijkstelt aan de voormalige koningin van Zweden, de vrouw van Erik de Overwinnaar en door dit huwelijk moeder van Olof Skötkonung. Om de zaak nog te compliceren bevatten de Heimskringla en andere sagen ook nog passages, waar Sven Gaffelbaard met Eriks weduwe trouwt, maar zij is in deze teksten duidelijk een andere persoon, met de naam Sigrid de Hoogmoedige, waarmee Sven pas na de dood van Gunhild, de Slavische prinses, die de moeder van Knoets werd, in het huwelijk treedt. Verschillende theorieën met betrekking tot het aantal en de afstamming van Svens vrouw (of vrouwen) zijn naar voren gebracht (zie Sigrid de Hoogmoedige en Gunhild). Maar aangezien Adam de enige bron is die de identiteit van Knoets moeder aan de moeder van Olof Skötkonung koppelt, wordt deze passage vaak als een fout van Adam gezien. Vaak neemt men aan dat Sven twee vrouwen heeft gehad, waarvan de eerste Knoets moeder en de tweede de voormalige koningin van Zweden was.

## Verovering van Engeland

Kaart met de gebieden onder Knoet de Grote zijn heerschappij.

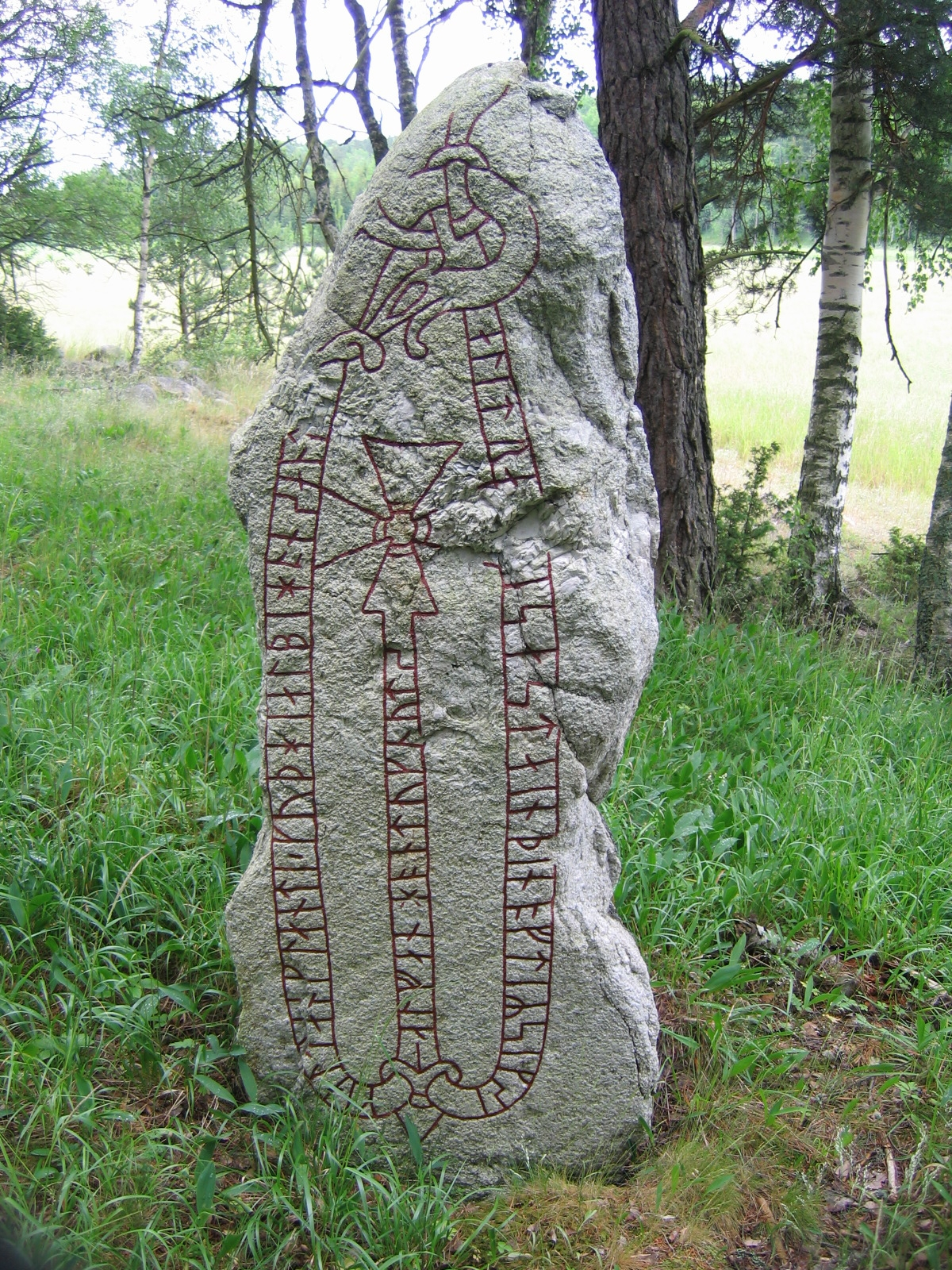
Deze runesteen is in gedachtenis aan een Viking met de naam Alli, die claimt Knoets uitbetaling in Engeland verkregen te hebben.

### Bondgenoten
Onder de bondgenoten van Denemarken was Boleslaw de Dappere, de hertog van Polen en een familielid van het Deense koningshuis. Hij stelde een contingent Poolse troepen beschikbaar, waarschijnlijk als uitvloeisel van een toezegging die hij in de vorige winter had gedaan toen Knoet en Harald naar de "Wenden gingen" om hun moeder terug naar het Deense hof te halen. Zij was door hun vader weggestuurd na de dood van de Zweedse koning Erik de Overwinnaar in 995, en zijn huwelijk met Sigrid de Hoogmoedige, de Zweedse koningin-moeder. Door dit huwelijk was er een sterke alliantie ontstaan tussen de Zweedse troonopvolger, Olof Skötkonung en zijn schoonouders, de heersers van Denemarken. De Zweden vochten zeker aan Deense zijde tijdens de Engelse verovering. Een andere bondgenoot van het Deense koningshuis, Erik Håkonsson, was Trondejarl, de jarl van Lade, en samen met zijn broer Sven Håkonsson de co-heerser over Noorwegen. Noorwegen stond sinds 999, vanaf de slag bij Svolder onder Deense soevereiniteit. Eríks deelname aan de invasie liet zijn zoon Hakon aan het bewind in Noorwegen, samen met Sven.

### Invasie van 1013
Hij hielp zijn vader bij een succesvolle invasie van Engeland in augustus 1013. Na de dood van zijn vader werd hij  in februari 1014 door de Deense vloot tot koning uitgeroepen. Toen in april de Engelse adel de verslagen koning Ethelred II weer op de troon zette, keerde Knoet echter terug naar Denemarken.

### Invasie van 1015

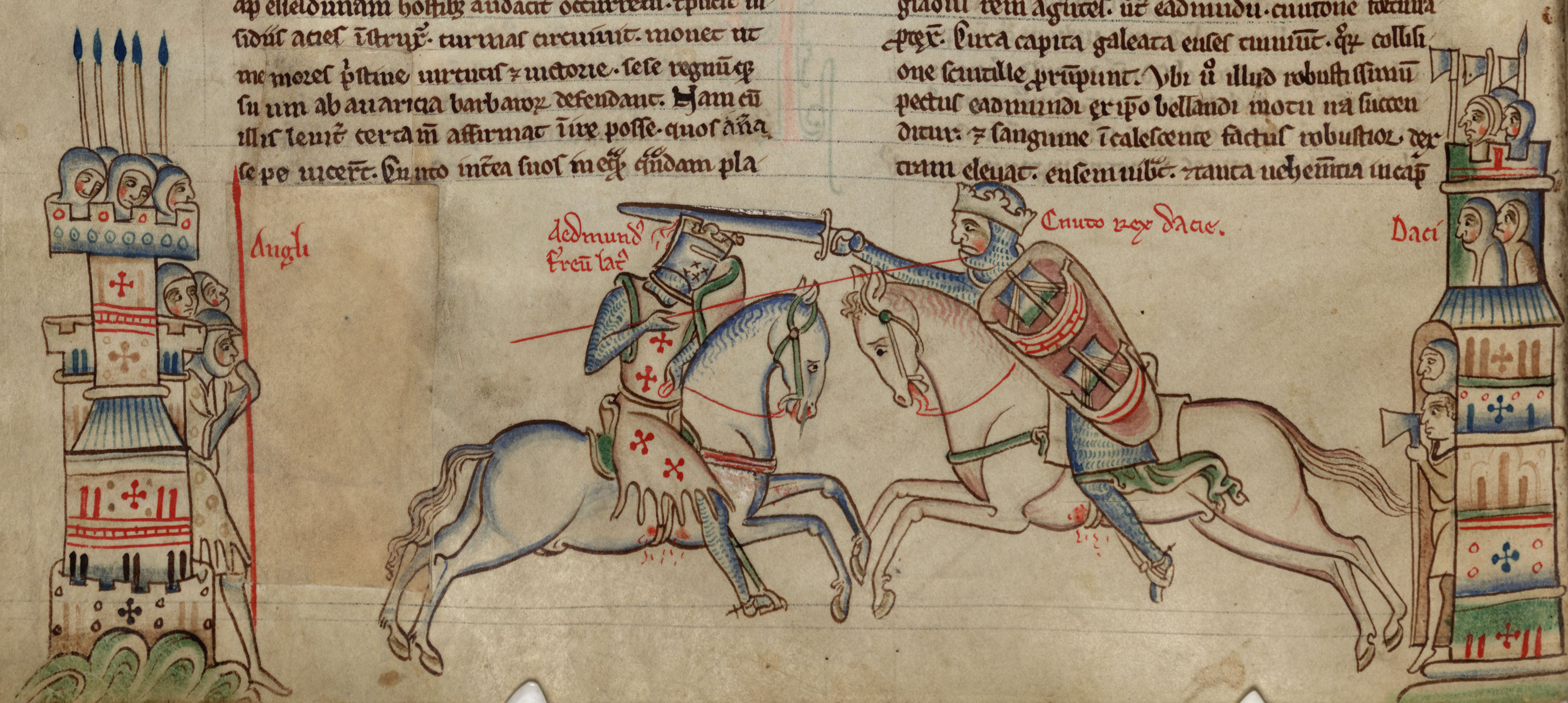
Edmund Ironside links in gevecht met Knoet de Grote rechts

In de zomer van 1015 zeilde Knoets vloot naar Engeland met een Deens leger van mogelijk 10.000 man op 200 schepen. Knoet stond aan het hoofd van een Vikingleger met contingenten uit geheel Scandinavië. De invasiemacht begon een vaak gruwelijke oorlog met de Engelsen die veertien maanden zou duren. Vrijwel alle gevechten werden uitgevochten met de zoon van Aethelred, Edmund Ironside, die in april 1016 zijn vader opvolgde.

### Beslissing in 1016
In oktober 1016 wist Knoet de Engelsen in het graafschap Essex verpletterend te verslaan. Knoet en Edmund kwamen overeen dat het koninkrijk verdeeld zou worden, maar in november stierf Edmund. Knoet bleef als enige heerser over.

## Koning van Engeland

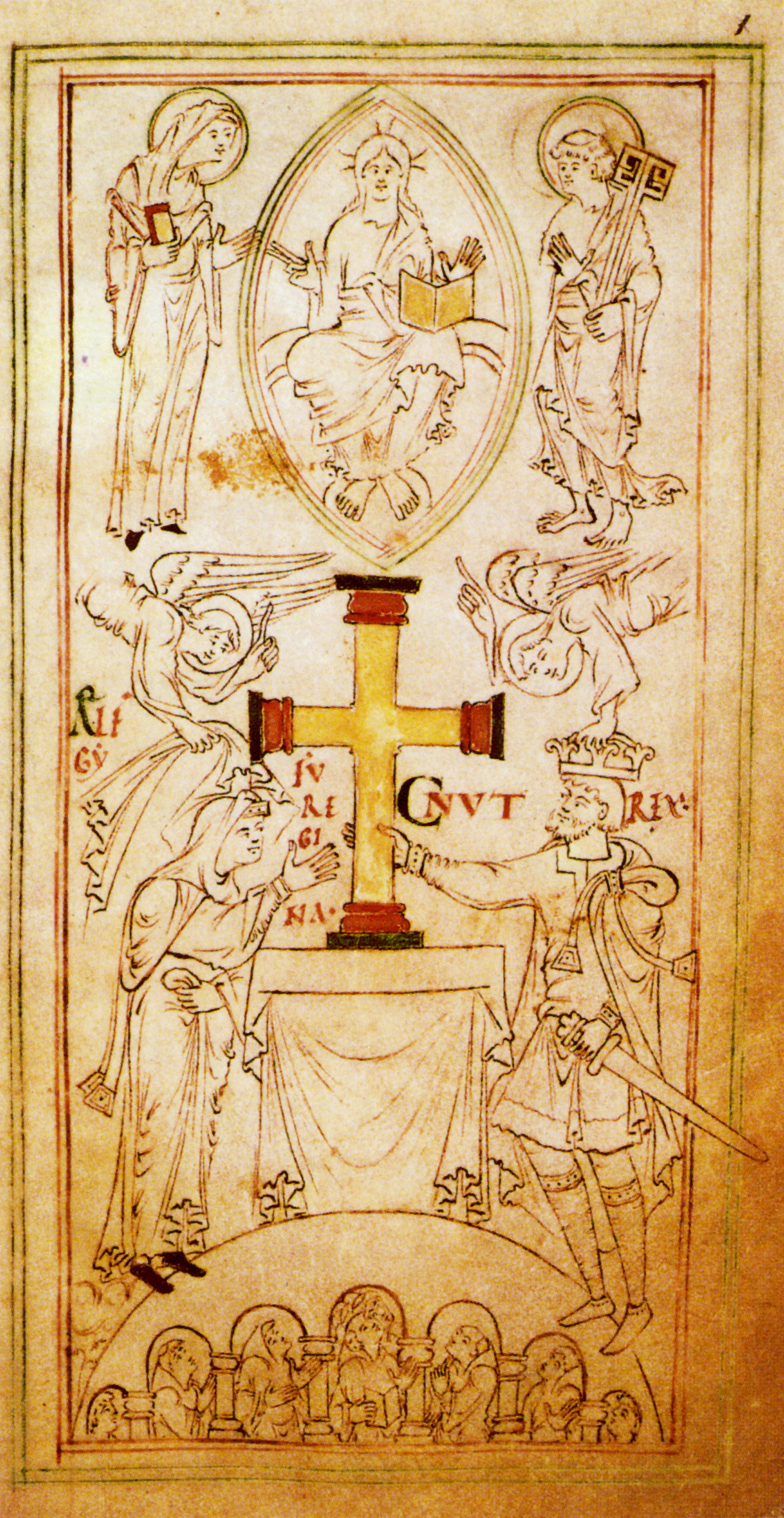
Een Engel kroont Knoet de Grote rechts, links zijn echtgenote Ælfgifu van Northampton

In 1017 verdeelde hij, net zoals Denemarken, Engeland in vier grote graafschappen: Wessex, Mercia, East Anglia en Northumbria. In 1018 voelde Knoet zich veilig genoeg om zijn vloot terug te sturen naar Denemarken.
Om zich te verbinden met de oude Engelse monarchie en zichzelf te beschermen tegen aanvallen van Normandië (waar Ethelred, zijn Normandische vrouw Emma en hun zoon Eduard de Belijder in 1013 tijdelijk onderkomen en bescherming hadden gezocht), trouwde Knoet met Emma, nu weduwe van Ethelred II en dochter van Richard zonder Vrees, hertog van Normandië. Aangezien Normandië christelijk was, bekeerde Knoet zich officieel tot het christendom. Zijn moeder was al christelijk opgevoed, maar zijn vader Sven was zijn hele leven heiden gebleven. Met Emma kreeg Knoet zijn zoon en opvolger Hardeknoet (later Knoet III). Hiermee passeerde hij zijn oudste zoon Harold (I van Engeland) die hij bij zijn eerste vrouw Ælfgifu van Northampton had.

## Koning van Denemarken
In 1018 overleed zijn oudere broer Harald II. Knoet had de intentie hem op te volgen als koning van Denemarken. Hij ging naar Denemarken om zijn opvolgingsrecht op de Deense kroon als Knoet II te laten bevestigen. In een brief uit 1019 geeft hij blijk van zijn intenties om Deense aanvallen op Engeland zo veel mogelijk af te wenden. Het lijkt er echter op dat een deel van de Denen zich tegen hem keerde. Een aanval van Knoet op de Wenden in Pommeren kan hier iets mee te maken hebben gehad. Tijdens deze expeditie wist ten minste een van Knoets Engelse vazallen, Godwin van Wessex, blijkbaar zijn vertrouwen te winnen door een nachtelijke plundertocht onder Godwins leiding tegen een Wendisch kampement.
Zijn greep op de Deense troon leek nu stabiel en in 1020 keerde Knoet terug naar Engeland. Voor zijn vertrek stelde hij Ulf Jarl, de echtgenoot van zijn zuster Estrid Svendsdatter, aan als regent van Denemarken. Hij vertrouwde hem Hardeknoet, zijn nog jonge zoon uit zijn huwelijk met Emma van Normandië toe, die hij tot kroonprins van zijn koninkrijk had aangesteld.
De verbanning van Thorkell de Lange in 1021 kan in relatie tot deze aanval op de Wenden worden gezien net als de dood van Olof Skötkonung in 1022, en de daaropvolgende opvolging van de Zweedse troon door diens zoon, Anund Jacob. Hierdoor ontstond er een alliantie tussen Zweden en Noorwegen. Reden genoeg voor een demonstratie van Deense macht in de Oostzee. Het doel van Knoets expeditie was waarschijnlijk Jomsborg, het legendarische bolwerk van de Jomsvikings, dat naar men aanneemt op een eiland voor de kust van Pommeren was gelegen. Na dit Deense machtsvertoon en de klaarblijkelijke intentie van Knoets om een leidende rol in Scandinavische zaken te spelen, verzoenden Thorkell en Knoet zich in 1023.
Toen Olaf Haraldsson en Anund Jacob gebruik maakten van Knoets verplichtingen in Engeland om aanvallen op Denemarken te lanceren, gaf Ulf de vrije mannen een reden om Hardeknoet, toen nog slechts een kind, als koning van Denemarken te accepteren. Dit was van Ulfs kant een list, aangezien zijn rol van regent voor Hardeknoet hem de de facto heerschappij over Denemarken gaf. Na het onwelkome nieuws over deze gebeurtenissen zette Knoet koers naar Denemarken, om zichzelf weer in de koninklijke macht te herstellen en om af te rekenen met Ulf. Na aankomst van Knoet in Denemarken onderwierp Ulf zich weer aan Knoet. In een strijd die bekendstaat als de slag bij de Helgeå, bevochten Knoet en zijn mannen de Noren en de Zweden in de monding van de rivier de Helge å. Deze slag vond waarschijnlijk in 1026 plaats. Knoets klaarblijkelijke overwinning maakte hem tot de dominante leider in Scandinavië. Het feit dat Ulf had ingebonden en ook aan Knoets kant aan de strijd had deelgenomen, kon Knoet echter niet vermurven hem te vergeven. Eenmaal een verrader, altijd een verrader. Sommige bronnen melden dat de twee heren tijdens een banket in Roskilde een partij zaten te schaken, toen er een ruzie tussen hen ontstond. De volgende dag, op kerstdag van 1026, zou een van Knoets housecarls, met zijn zegen, Ulf in de Kerk van de Heilige Drie-eenheid, de voorloper van de kathedraal van Roskilde, hebben gedood.
In 1028 veroverde Knoet vanuit Engeland Noorwegen. De Noren rebelleerden echter en zetten de oude dynastie onder Magnus I (van Noorwegen) weer op de troon.
Koenraad II van het Heilige Roomse Rijk was met Knoet bevriend en liet zijn zoon Hendrik trouwen met Knoets dochter Cunigunde of Gunhilda. De keizer maakte Knoet ook gouverneur van de marken Sleeswijk en Pommeren.

### Romereis

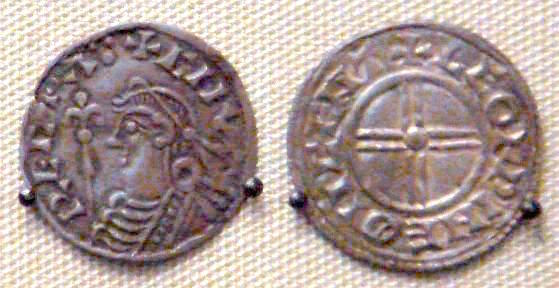
Munten van Knoet de Grote in het Brits museum.

Nadat hij zijn vijanden in Scandinavië zijn wil had opgelegd, voelde Knoet zich blijkbaar zo op zijn gemak, dat hij een uitnodiging aanvaardde om met Pasen van het jaar 1027 de bestijging van de keizerskroon van het Heilige Roomse Rijk door de Duitse koning Koenraad II bij te wonen. Hij liet zijn bezigheden in het noorden even voor wat zij waren en reisde van Denemarken naar Rome, voor Middeleeuwse Europese heersers een prestigieuze bedevaart naar het hart van het christendom.
Op de terugreis schreef hij een brief, die net als zijn brief uit 1019, bedoeld was om zijn onderdanen in Engeland van zijn voornemens op de hoogte te stellen. Het is in deze brief dat hij zichzelf omschrijft als de "koning van geheel Engeland en Denemarken, van de Noren en een deel van de Zweden."
In overeenstemming met zijn rol als een christelijke koning vertelde Knoet dat hij naar Rome ging om berouw te tonen voor zijn zonden, te bidden voor zijn eigen verlossing en de voor veiligheid van zijn onderdanen, en om met de paus te onderhandelen over een vermindering van de kosten van het pallium voor Engelse aartsbisschoppen, Ook zocht hij naar een oplossing voor de concurrentiestrijd tussen de aartsbisschoppen van Canterbury en die van Bremen-Hamburg, over wie de baas was over de Deense bisdommen. Hij zocht ook naar een manier om de reiscondities van pelgrims en kooplieden op weg naar Rome te verbeteren. In zijn eigen woorden:

... Ik sprak met de keizer zelf, met de Heer Paus en de prinsen aldaar over de behoeften van alle mensen uit mijn rijk, zowel de Engelsen en de Denen, dat er op weg naar Rome een rechtvaardiger wet en een zekerder vrede aan hen zou kunnen worden verleend en dat zij niet door te veel obstakels langs de weg zouden worden belemmerd, of lastig zouden worden gevallen door onrechtvaardige tollen; de keizer en ook koning Robert, die veel van deze tolpoorten regeert, waren het hier mee eens. En alle kooplieden bevestigden middels een edict dat mijn volk, zowel de kooplieden, als anderen die deze reis uit vroomheid maken, naar Rome en terug kunnen gaan zonder te worden getroffen door barrières en tollenaars, in een stevige vrede en veilig onder een rechtvaardige wet.
— Brief van 1027 van Knoet.

"Robert" in het hierboven weergegeven citaat is waarschijnlijk een klerikale schrijffout voor Rudolf, de laatste koning van het onafhankelijk Koninkrijk Arelat of Koninkrijk Bourgondië. Het plechtige woord van de paus, de keizer, en Rudolf werd dus gegeven met vier aartsbisschoppen, twintig bisschoppen, en een 'ontelbare veelheid van hertogen en andere edelen' als getuigen. Dit suggereert dat deze gebeurtenis plaatsvond nog voordat de ceremonies voor het verheffen van de nieuwe keizer waren beëindigd. Het is zonder twijfel dat Knoet zich met verve op zijn rol stortte. Zijn beeld als een rechtvaardige christelijke koning, staatsman en diplomaat, en kruisvaarder tegen het onrecht, lijkt zijn wortels in de werkelijkheid te hebben, maar het was ook een beeld dat hij graag wilde uitstralen.
Een goede illustratie van zijn status binnen Europa is het feit dat Knoet en de koning van Arelat in de keizerlijke processie aan de zijde van de keizer opstapten. Zij stonden schouder aan schouder met de keizer op hetzelfde voetstuk. Volgens verschillende bronnen konden Knoet en de keizer het uitstekend met elkaar vinden. Zij zochten elkaars gezelschap alsof zij broers waren, want zij waren beide van dezelfde leeftijd. Koenraad gaf Knoet land in leen in de Mark van Sleeswijk - de landbrug tussen de Scandinavische koninkrijken en het continent- als een teken van hun vriendschapsverdrag. Een oud conflict tussen de Denen en de Saksen had in dit gebied al vroeg geleid tot de bouw van de Danevirke, die liepen van Schleswig aan de Schlei, een inham aan de Oostzee, naar de Noordzee.
Zijn bezoek aan Rome was een triomf. In de verzen van de Knútsdrápa, zingt Sigvatr Thordarson de lof van Knoet, zijn koning, als zijnde "geliefd bij de keizer en dicht bij Peter staand". In de dagen van het christendom kon een koning, die in de gunst stond bij God, verwachten om heerser over een gelukkig koninkrijk te zijn. Na zijn reis bevond Knoet zich zeker in een sterkere positie, niet alleen ten opzichte van de kerk en het volk, maar door zijn alliantie met zijn zuidelijke tegenstrevers was hij ook in staat om zijn conflicten met zijn rivalen in het noorden tot een goed einde te brengen. Zijn brief naar huis vertelt zijn landgenoten van zijn prestaties in Rome, maar ook van zijn ambities in de Scandinavische wereld bij zijn aankomst thuis:

...Ik wil graag aan u bekendmaken dat ik langs dezelfde route zal terugreizen, die ik op de heenweg heb genomen. Ik zal naar Denemarken gaan om vrede en een sterk verdrag te sluiten, na raadpleging van alle Denen, met alle volkeren en mensen, die ons als zij dit zouden hebben gekund van het leven zouden hebben beroofd, maar gelukkig konden zij dit niet, dit omdat God zij van hun kracht heeft beroofd. Moge hij ons door zijn overvloedige mededogen in bestuur en eer houden, en moge hij voortaan de kracht en de macht van al onze vijanden verstrooien en tot niets reduceren! Wanneer ten slotte de vrede met de ons omringende volkeren is geregeld en ons gehele koninkrijk in het oosten zodanig is gepacificeerd, dat wij van geen enkele kant noch oorlog of vijandigheid van individuen hebben te duchten, ben ik van plan om vroeg in de zomer naar Engeland te komen om aldaar toezicht te houden op het uitrusten van een vloot
— .Knoet brief uit 1027

Knoet keerde uit Rome terug naar Denemarken, waar hij een soort van pact tussen de volkeren van Scandinavië opstelde, Daarna zeilde hij naar Engeland.

## Betrekkingen met de Kerk
Knuts acties in zijn hoedanigheid als Vikingveroveraar vielen wat ongemakkelijk bij de Kerk. Hij was al christen voordat hij koning werd - zijn doopnaam was Lambert. Dit hoewel de kerstening van Scandinavië in zijn tijd nog helemaal niet volledig was. Zijn meedogenloze behandeling van de omvergeworpen dynastie en zijn voortdurende relatie met zijn eerste vrouw - Ælfgifu van Northampton, die hij als zijn noordelijke koningin aanhield, ook nadat hij op christelijke wijze met Emma van Normandië in het huwelijk was getreden, was voor de geestelijkheid een bron van ergernis. Emma werd zijn koningin in het zuiden. Zij kreeg een landgoed in Exeter. Het was voor Knoet belangrijk om zich met zijn geestelijken te verzoenen. Daartoe heeft hij ook aanzienlijke inspanningen geleverd. Knoet gaf bijvoorbeeld opdracht om alle Angelsaksische kerken en kloosters die ten prooi waren gevallen aan plunderzuchtige Vikingen te repareren en hun schatkisten opnieuw te vullen. Hij bouwde ook nieuwe kerken en was een serieuze beschermheer van kloostergemeenschappen. Zijn vaderland Denemarken was een christelijke natie in opkomst. De wens om de nieuwe religie te bevorderen was daar nog vers. Een voorbeeld hiervan was rond 1027 de bouw van de eerste bekende stenen kerk in Scandinavië in het Deense Roskilde (ten westen van het tegenwoordige Kopenhagen). De schutspatroon van deze kerk was Knoets zuster Estrid.

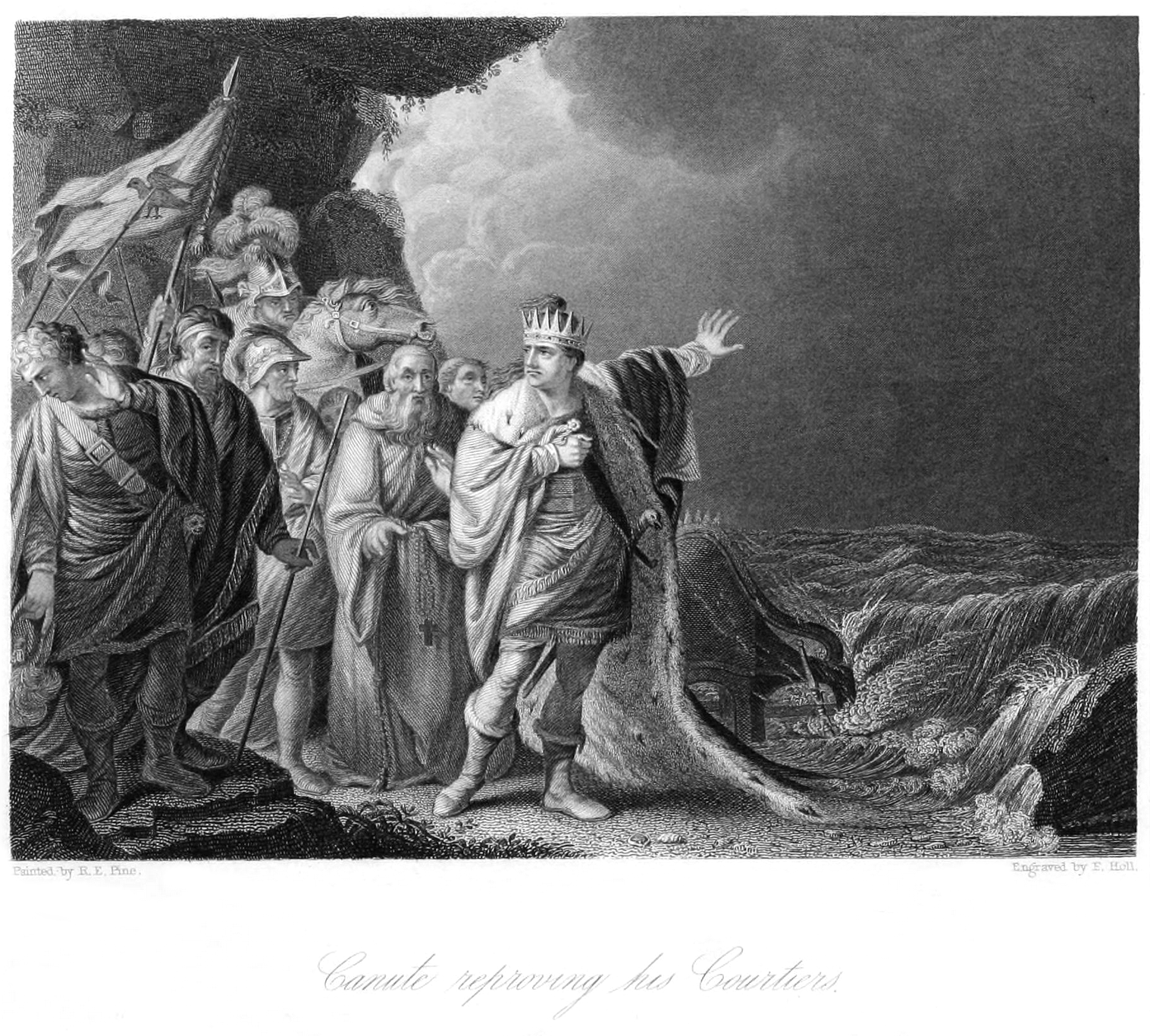
Gravure van de golvenlegende (1848)

## Legenden
Een bekend verhaal over Knoet is de legende van hoe hij de golven beval zich terug te trekken. Hij zou doodmoe zijn geweest van het eeuwige gevlei van zijn hofhouding. Toen tegen Knoet werd beweerd dat zelfs de zee hem zou gehoorzamen, toonde hij aan dat dit niet waar was door het te proberen. Hij wilde bewijzen dat zelfs de macht van een koning grenzen heeft.
Dit is één versie van het verhaal. De andere versie is dat Knoet zo hoogmoedig was dat hij werkelijk dacht dat hij de natuurelementen beheerste. De mislukte poging de golven te doen terugwijken zette hem stevig op zijn nummer.

## Overlijden en opvolging
Knoet stierf op 12 november 1035 in Shaftesbury (Dorset) en werd begraven in Winchester. Hij werd opgevolgd door zijn zoon Hardeknoet, die regeerde als Knoet III. Zijn andere zoon Harald I kwam aan de macht in Engeland, maar na diens dood in 1040 werd Hardeknoet koning van beide rijken.

## Voorouders
| Voorouders van Knoet de Grote | Voorouders van Knoet de Grote                                  | Voorouders van Knoet de Grote                                  | Voorouders van Knoet de Grote                                  | Voorouders van Knoet de Grote                                  | Voorouders van Knoet de Grote                                  | Voorouders van Knoet de Grote                                  | Voorouders van Knoet de Grote                                  | Voorouders van Knoet de Grote                                  |
| ----------------------------- | -------------------------------------------------------------- | -------------------------------------------------------------- | -------------------------------------------------------------- | -------------------------------------------------------------- | -------------------------------------------------------------- | -------------------------------------------------------------- | -------------------------------------------------------------- | -------------------------------------------------------------- |
| Overgrootouders               | Gorm de Oude (890-950) ∞ Tyra Danebot (895–935)                | Gorm de Oude (890-950) ∞ Tyra Danebot (895–935)                | ? (–) ∞ ? (–)                                                  | ? (–) ∞ ? (–)                                                  | Siemomysł (-950/60) ∞ ? (–)                                    | Siemomysł (-950/60) ∞ ? (–)                                    | Boleslav I van Bohemen (910-972) ∞ Bagiota (901-na 957)        | Boleslav I van Bohemen (910-972) ∞ Bagiota (901-na 957)        |
| Grootouders                   | Harald I van Denemarken (930-986) ∞ ? (–)                      | Harald I van Denemarken (930-986) ∞ ? (–)                      | Harald I van Denemarken (930-986) ∞ ? (–)                      | Harald I van Denemarken (930-986) ∞ ? (–)                      | Mieszko I van Polen (935-992) ∞ Dubravka van Bohemen (931–977) | Mieszko I van Polen (935-992) ∞ Dubravka van Bohemen (931–977) | Mieszko I van Polen (935-992) ∞ Dubravka van Bohemen (931–977) | Mieszko I van Polen (935-992) ∞ Dubravka van Bohemen (931–977) |
| Ouders                        | Sven Gaffelbaard (965–1014) ∞ Świętosława van Polen (970-1014) | Sven Gaffelbaard (965–1014) ∞ Świętosława van Polen (970-1014) | Sven Gaffelbaard (965–1014) ∞ Świętosława van Polen (970-1014) | Sven Gaffelbaard (965–1014) ∞ Świętosława van Polen (970-1014) | Sven Gaffelbaard (965–1014) ∞ Świętosława van Polen (970-1014) | Sven Gaffelbaard (965–1014) ∞ Świętosława van Polen (970-1014) | Sven Gaffelbaard (965–1014) ∞ Świętosława van Polen (970-1014) | Sven Gaffelbaard (965–1014) ∞ Świętosława van Polen (970-1014) |
| Knoet de Grote (994-1035)     |                                                                |                                                                |                                                                |                                                                |                                                                |                                                                |                                                                |                                                                |

## Voetnoten
1. ↑  Trow, Cnut, blz. 30-31
2. ↑  Audomarus, Encomium Emmae, blz 18
3. ↑  Snorri Sturluson, Heimskringla, De geschiedenis van Olav Trygvason, hfdstk. 34, blz. 141
4. ↑  Adam van Bremen, Geschiedenis van de aartsbisschoppen van Hamburg-Bremen, Boek II, hfdstk. 37; zie ook Boek II, hfdstk. 33, Scholion 25
5. ↑  Snorri Sturluson, Heimskringla, De geschiedenis van Olav Trygvason, hfdstk. 91, blz. 184
6. ↑  Lawson, Cnut, blz. 49.
7. ↑  Jones, Vikingen, blz. 373.
8. ↑  Lawson, Cnut, blz. 65-66.
9. 1 2  Lawson, Cnut, blz. 97.
10. 1 2  Lawson, Cnut, blz. 124-125
11. 1 2 3 4  Trow, Cnut, blz. 193
12. ↑  Forte, et al., Viking Empires, blz. 198
13. 1 2  Trow, Cnut, blz. 189
14. ↑  Lawson, Cnut, blz. 104.
15. 1 2  Trow, Cnut, blz. 191
16. ↑  Adam van Bremen, Gesta Daenorum, scholium 37, blz. 112.
17. ↑  Lawson, Cnut, blz. 121
18. ↑  Olsen, 'Christianity & Churches, in Roesdahl & Wilson (red) From Viking to Crusader – The Scandinavians & Europe 800–1200

- Bibsys: 12011100
- Bibliothèque nationale de France: cb12374437t (data)
- Gemeinsame Normdatei: 11856384X
- International Standard Name Identifier: 0000 0000 7832 8891
- Library of Congress Control Number: n81097818
- Nationale Bibliotheek van Tsjechië: jo2018995527
- Nationale Bibliotheek van Israël: 987007259300905171
- Nationale Bibliotheek van Polen: a0000002776084
- Nederlandse Thesaurus van Auteursnamen: 108491552
- Réseau des bibliothèques de Suisse occidentale: 02-A024112451
- LIBRIS: 212782
- Système universitaire de documentation: 032782136
- Museum of New Zealand Te Papa Tongarewa: 66142
- Virtual International Authority File: 268401625
- WorldCat: E39PCjvPTPgBDjFHyYDDm6tjfq

Gorm · Harald I · Sven I · Harald II · Knoet II · Knoet III · Magnus I · Sven II · Harald III · Knoet IV · Olaf I · Erik I · Niels · Erik II · Erik III · Sven III · Knoet V · Waldemar I · Knoet VI · Waldemar II · Erik IV · Abel · Christoffel I · Erik V · Erik VI · Christoffel II · Waldemar III · Christoffel II · Waldemar IV · Olaf II · Margaretha I · Erik VII · Christoffel III · Christiaan I · Johan · Christiaan II · Frederik I · Christiaan III · Frederik II · Christiaan IV · Frederik III · Christiaan V · Frederik IV · Christiaan VI · Frederik V · Christiaan VII · Frederik VI · Christiaan VIII · Frederik VII · Christiaan IX · Frederik VIII · Christiaan X · Frederik IX · Margrethe II · Frederik X